# ميغيل رودريغيز توريس
ميغيل رودريغيز توريس (بالإسبانية: Miguel Rodríguez Torres) هو سياسي فنزويلي، ولد في 21 يناير 1964 بكاراكاس في فنزويلا. حزبياً، نشط في الحزب الاشتراكي الموحد الفنزويلي.